# Danuvius guggenmosi
Danuvius guggenmosi (лат.) — вид вымерших млекопитающих из семейства гоминид, живших во времена верхнего миоцена (тортонский век).
Первая часть названия Danuvius является отсылкой к кельтско-римскому богу реки Дунай Данувию. Вторую часть названия гуггенмоси дали в честь археолога-любителя Сигульфа Гуггенмоса (1941—2018), который обнаружил глиняный карьер, в которой был найден данувий.
Ископаемые остатки вида Danuvius guggenmosi были обнаружены в коммуне Пфорцен (Восточный Алльгой) в глиняном карьере Хаммершмиде («Hammerschmiede») (47° 55′ 38,5″ N, 10° 35,5′ E) в области Алльгой на юге Германии, которая 11,62 млн л. н., вероятно, представляла собой редколесье с сезонным климатом.  Поздний миоцен, возможно, стал началом тенденции засыхания, характеризующейся усилением сезонности, в результате чего лиственные леса превратились в менее густые леса, а производство фруктов и листьев происходило циклически, а не круглый год. Тенденция к похолоданию в позднем миоцене, возможно, привела к замене большей части тропической флоры среднеширотными и альпийскими разновидностями и, в конечном итоге, к исчезновению европейских человекообразных обезьян. По оценке авторов статьи с описанием вида, самец весил около 31 кг, две самки, останки которых были найдены — 17 и 19 кг.
Это первый обнаруженный гоминид верхнего миоцена с сохранившимися трубчатыми костями, которые проливают свет на анатомическое строение и передвижение современных обезьян. Эти обезьяны были способны как к подвешиванию на деревьях (подвесное поведение), так и к ходьбе на двух ногах (бипедализм), в то время как другие ранее известные гоминиды лучше приспособлены к первому (а люди — ко второму). Метод передвижения Danuvius guggenmosi был отличен от любых известных современных обезьян — так называемое «лазанье на прямых конечностях» по толстым ветвям деревьев, а также использование рук для подвешивания. Способность данувия медленно и осторожно передвигаться на двух ногах по узким древесных опорам это апоморфное поведение, которое стало возможным благодаря набору уникальных морфологических адаптаций, характерных для карабканья на вытянутых конечностях. Эти качества данувия можно интерпретировать как функционально обеспечивающие древесный бипедализм, но это не наземный бипедализм. Ближайший общий предок между людьми и большими человекообразными обезьянами, возможно, имел подобный метод передвижения.